# Tormenta tropical Claudette (2021)
La tormenta tropical Claudette fue un ciclón tropical débil que provocó fuertes lluvias y tornados en el sureste de Estados Unidos en junio de 2021, lo que provocó graves daños. Tercera depresión y tercera tormenta nombrada de la temporada de huracanes del Atlántico de 2021, Claudette se originó el 12 de junio a partir de una amplia vaguada de baja presión sobre la Bahía de Campeche. La perturbación se movió erráticamente sobre la región durante los siguientes días, antes de continuar hacia el norte con poco desarrollo debido a vientos desfavorables en los niveles superiores e interacción con la tierra. A pesar de esto, el Centro Nacional de Huracanes (NHC) inició avisos sobre él como un ciclón tropical potencial a última hora del 17 de junio, debido a su amenaza inminente para tierra. La perturbación finalmente se organizó en la tormenta tropical Claudette temprano el 19 de junio, justo antes de tocar tierra en el sureste de Luisiana. Claudette se debilitó a una depresión cuando giró hacia el este-noreste antes de pasar por Misisipi, Alabama, Georgia y Carolina del Sur. El forzamiento baroclínico hizo que Claudette se volviera a intensificar en una tormenta tropical sobre Carolina del Norte a principios del 21 de junio antes de acelerarse hacia el Océano Atlántico más tarde ese día. Poco después, degeneró en una vaguada de baja presión el mismo día, antes de ser absorbido por otro ciclón extratropical al día siguiente.
La tormenta tropical Claudette produjo ráfagas de viento, inundaciones repentinas y tornados en gran parte del sureste de Estados Unidos. En general, Claudette causó impactos menores a lo largo de la costa del Golfo de Campeche debido al estancamiento del sistema en la región como un ciclón tropical potencial y de inversión. Los impactos fueron más severos en Alabama y Misisipi, donde las fuertes lluvias provocaron inundaciones repentinas. Varios tornados en los estados también causaron daños severos, incluido un tornado EF2 que dañó una escuela y destruyó partes de un parque de casas móviles en East Brewton, Alabama, hiriendo a 20 personas. Un total de 14 personas murieron en Alabama debido a la tormenta, incluidas 10 por accidentes automovilísticos. Tres personas más murieron por las fuertes precipitaciones del precursor de Claudette, 2 en México y 1 en Guatemala. Las pérdidas monetarias en los Estados Unidos se estimaron en $375 millones de dólares.

## Historia meteorológica

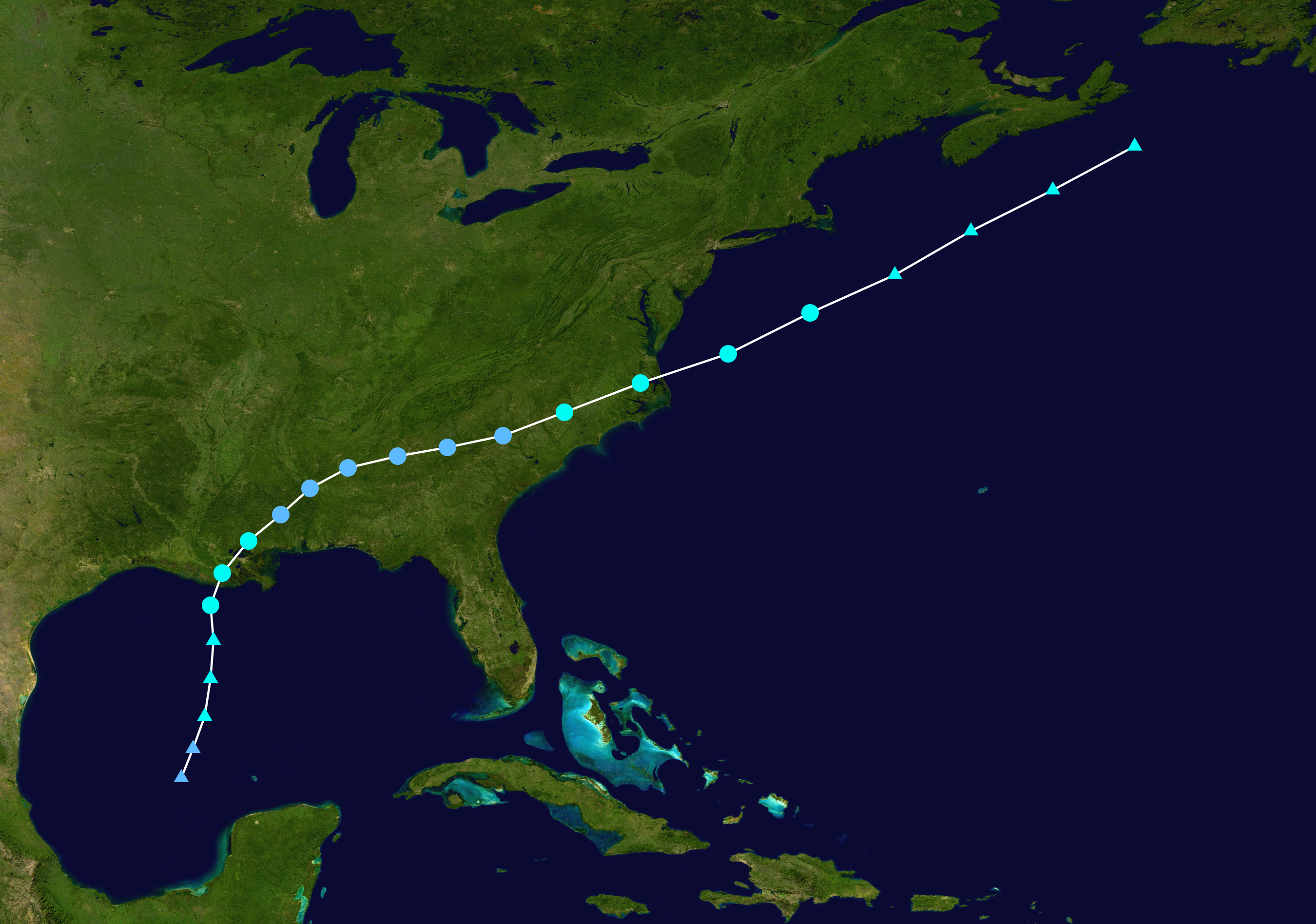
Mapa que traza la trayectoria y la intensidad de la tormenta, de acuerdo con la escala de huracanes de Saffir-Simpson

El 6 de junio de 2021, una onda tropical ingresó al Mar Caribe. La ola se volvió brevemente convectivamente activa antes de moverse tierra adentro sobre Nicaragua y Honduras el 10 de junio. Los remanentes del sistema comenzaron a interactuar con la porción este de una vaguada monzónica mejorada en el Pacífico oriental y a las 12:00 UTC del 11 de junio, el Centro Nacional de Huracanes (NHC) señaló la posibilidad de que se desarrollara un centro de baja presión en los próximos días sobre la Bahía de Campeche y el suroeste del Golfo de México. Luego, la gran perturbación salió del Pacífico oriental hacia México y, 24 horas después, se formó un grupo de convección sobre la Bahía de Campeche y partes de México y América Central. Moviéndose erráticamente sobre la ensenada, el sistema se dividió en dos perturbaciones a ambos lados de América Central, y la parte sur se convirtió en la tormenta tropical Dolores en el Pacífico. La perturbación del norte ganó una amplia circulación el 13 de junio y desarrolló un área de baja presión el 14 de junio. Después de serpentear en el sur del Golfo de México durante un par de días, la baja desorganizada y en expansión comenzó a moverse hacia el norte-noreste. Durante los días siguientes, la estructura del sistema cambió mínimamente debido a los vientos desfavorables en los niveles superiores y la interacción con la tierra, aunque la actividad convectiva se produjo de forma continua. La organización comenzó a aumentar constantemente al este de la circulación, pero un avión de reconocimiento cazadores de huracanes investigó el sistema el 17 de junio y no encontró una circulación de superficie cerrada. Sin embargo, debido a su amenaza inminente para la tierra, el Centro Nacional de Huracanes (NHC) designó la perturbación como Potencial ciclón tropical Tres a las 21:00 UTC de ese día y comenzó a emitir avisos al respecto. Esta designación se da a las perturbaciones tropicales que no han adquirido el estado de ciclón tropical, pero es probable que traigan fuerza de tormenta tropical o vientos más fuertes a un área, en este caso la Costa del golfo de Estados Unidos, y se usó por primera vez para el precursor de la tormenta tropical Bret en 2017. Alrededor de este tiempo, la convección estaba aumentando y se desarrolló una característica de bandas curvas anchas en el lado este de la tormenta, y el Centro Nacional de Huracanes (NHC) describió que su estructura se parecía más a la de un ciclón subtropical. Los datos de cazadores de huracanes indicaron que el sistema estaba bastante desequilibrado, con actividad convectiva desplazada al este del centro de circulación mal definido. Esto se debió a la cizalladura del viento producida por una vaguada de nivel superior sobre la costa occidental del Golfo de México.

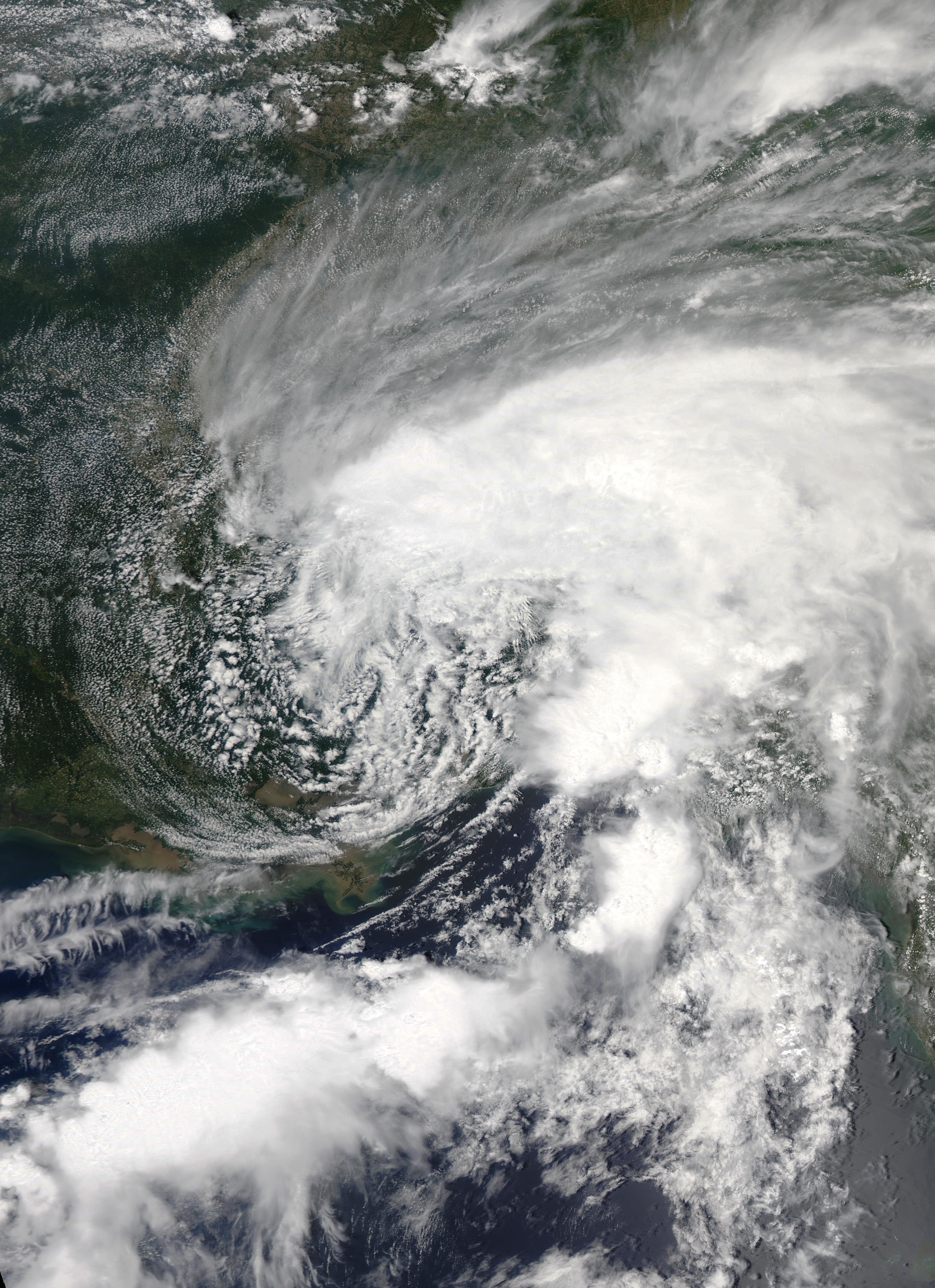
La tormenta tropical Claudette sobre Mississippi el 19 de junio de 2021

Al día siguiente, el centro se reformó más al norte, lo que aumentó la convección y agregó una curvatura a las nubes de niveles inferiores. Un vuelo de un cazador de huracanes más tarde ese día confirmó que la circulación se había vuelto bien definida y, a las 00:00 UTC del 19 de junio, el sistema se convirtió en la Tormenta tropical Claudette a unas 80 millas (130 km) al sur de Morgan City, Luisiana ya que tenía vientos huracanados. La tormenta tenía algunas características de tormenta subtropical, pero se clasificó como tormenta tropical cortada debido a que la vaguada en los niveles superiores responsable de su aparición estaba sobre Texas y la tormenta misma. Poco después de su formación como tormenta tropical, Claudette tocó tierra en Terrebonne Parish, Luisiana a las 04:30 UTC de ese día, en su máxima intensidad, con vientos de 75 km/h (45 mph) y una presión mínima de 1003 mbar. Claudette luego se debilitó en una depresión tropical a medida que avanzaba hacia el interior a las 18:00 UTC de ese día y produjo vientos racheados en áreas de Misisipi, Alabama, Georgia y partes de Florida. La convección profunda aumentó en bandas curvas a última hora del 20 de junio, pero el centro no estaba bien definido. Sin embargo, a las 06:00 UTC del 21 de junio, Claudette se fortaleció hasta convertirse en una tormenta tropical mientras aún se encontraba sobre el sureste de Carolina del Norte a medida que se formaban bandas de lluvia más organizadas a lo largo y cerca de la costa. Los vientos sostenidos en ese momento alcanzaron una vez más los 75 km/h (50 mph), aunque su presión fue ligeramente superior esta vez con 1004 mbar. Claudette emergió sobre el Océano Atlántico occidental más tarde ese día como una tormenta tropical mientras estaba incrustada dentro de una envoltura de baja presión más grande que se aceleraba hacia el este-noreste, cuando comenzaba su transición extratropical. Después de adentrarse en el Océano Atlántico, Claudette se movió junto a la costa de los Estados Unidos y se convirtió en una baja extratropical a las 06:00 UTC del 22 de junio. La baja continuó moviéndose hacia el noreste, antes de disiparse a unos 155 km (100 millas) al sureste de la costa de Nueva Escocia como fue absorbido por otra tormenta extratropical al oeste.

## Preparaciones

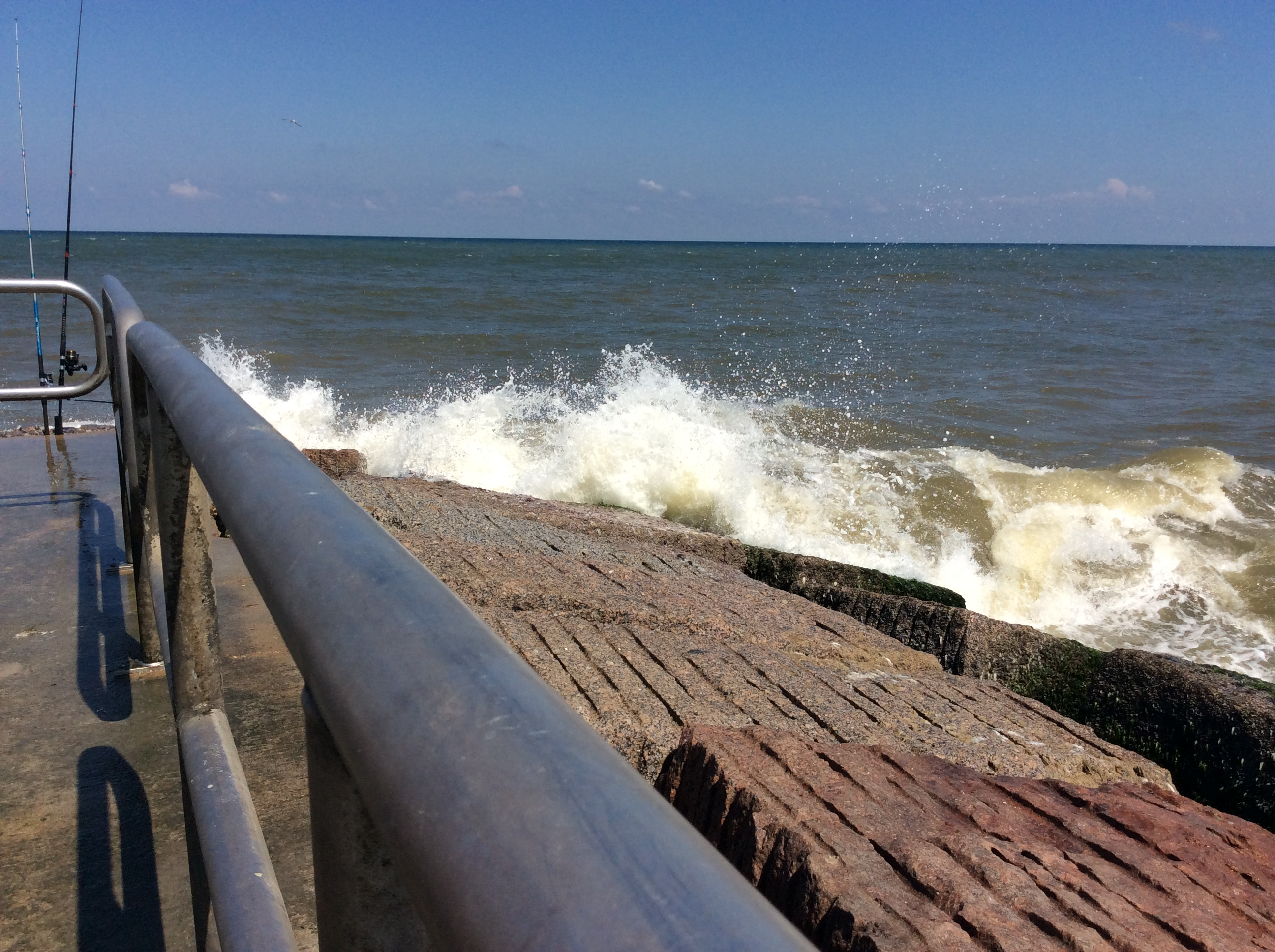
Olas de Claudette chocando contra los embarcaderos en North Padre Island en Texas

A las 21:00 UTC del 17 de junio, se emitió un aviso de tormenta tropical desde Intracoastal City, Luisiana, hasta la frontera estatal entre Alabama y Florida, incluida el área metropolitana de Nueva Orleans, el lago Pontchartrain y el lago Maurepas, tras su designación como posible ciclón tropical. La advertencia entre Morgan City e Intracoastal City se canceló más tarde a las 15:00 UTC del 18 de junio. También se ordenaron alertas de inundaciones repentinas para gran parte del sureste de Louisiana y Mississippi entre el 18 y el 20 de junio, y también para el centro y sur de Alabama. También se publicaron advertencias de inundaciones costeras desde Intracoastal City hasta la línea estatal de Mississippi-Alabama. Anticipándose a Claudette, el Centro de Predicción de Tormentas emitió múltiples Alertas de Tornado para el sur de Louisiana y Alabama, Florida Panhandle y Georgia, ya que las condiciones parecían favorables para la tornadogénesis y se esperaba que se formaran supercélulas incrustadas en las bandas exteriores de la tormenta. El gobernador de Luisiana, John Bel Edwards, emitió un estado de emergencia para el estado el 17 de junio, prohibiendo el aumento de precios y permitiendo la distribución de ayuda de emergencia proporcionada por el estado. Se abrieron sitios de sacos de arena en muchas parroquias del sureste de Luisiana. Chevron Corporation y Occidental Petroleum eliminaron al personal no esencial e implementaron protocolos de clima severo en sus instalaciones del Golfo de México, algunas de las cuales están ubicadas aproximadamente a 150 millas (240 km) de la costa de Luisiana.
La agencia estatal de manejo de emergencias envió al menos 90,000 sacos de arena a las áreas costeras de Mississippi, y aconsejó a los residentes que permanezcan atentos. Varios eventos, incluidos los eventos de Juneteenth, se cancelaron o pospusieron debido a la amenaza de Three en el sur de Mississippi, 2021 fue el primer año en que Juneteenth fue oficialmente un feriado federal. El Bosque Nacional De Soto cerró los sitios de recreación cerca de Saucier y los desembarcaderos a lo largo de Black Creek. En la vecina Alabama, los equipos de construcción tuvieron que terminar apresuradamente las reparaciones de los mamparos en Fairhope y el drenaje en el centro de Mobile, el primero de los cuales fue dañado por los huracanes Sally y Zeta del año anterior. La Costa Nacional de las Islas del Golfo en Florida cerró Fort Pickens, emitiendo una evacuación obligatoria para todo el personal y los visitantes de la reserva que duró hasta el mediodía del 18 de junio. Esto se debió a la preocupación de que las mareas altas empujaran la arena hacia Fort Pickens Road, creando condiciones hostiles. para el uso A pesar de esto, "Opal Beach", el lugar donde tocó tierra el huracán Opal y Perdido Key permanecieron abiertos. El Centro Nacional de Huracanes (NHC) pronosticó un total de 5-15 pulgadas de lluvia el 19 de junio cuando Claudette se movió hacia el este a lo largo del sur profundo.
A las 15:00 UTC del 19 de junio, se emitió una alerta de tormenta tropical para Carolina del Norte desde Cape Fear hasta Duck. A las 09:00 UTC del día siguiente, se ordenó una advertencia de tormenta tropical desde Little River Inlet, Carolina del Sur hasta Duck. Una vigilancia de tormenta tropical también se extendió desde Little River Inlet hasta el río South Santee en Carolina del Sur. Era posible una marejada ciclónica de hasta 1 a 3 pies desde la frontera sur de Carolina del Norte y Virginia hasta Little River Inlet. Se mantuvieron fuertes lluvias e incluso la posibilidad de tornados aislados.

## Impacto y secuelas

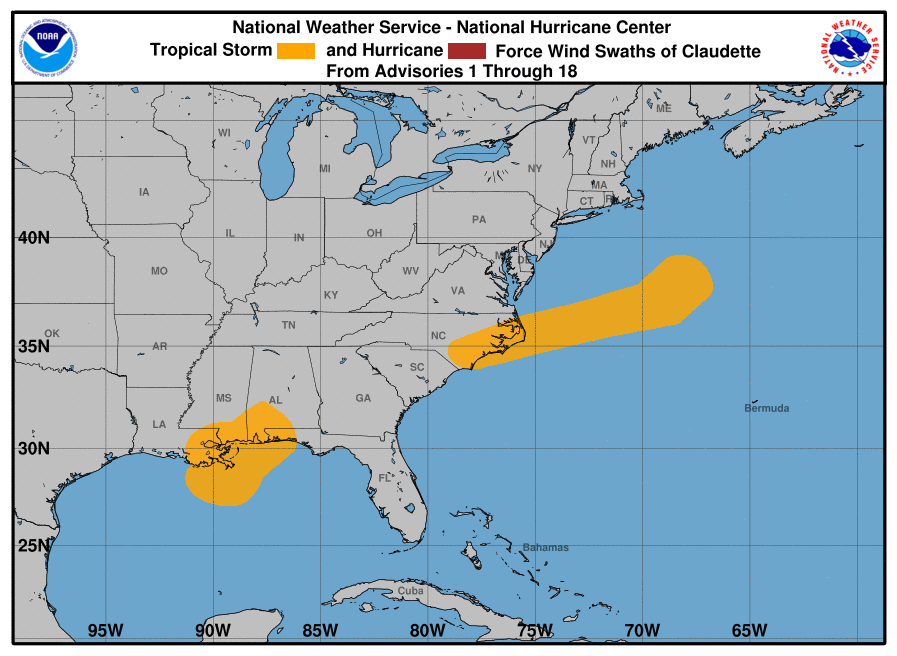
Mapa que muestra los vientos de Claudette con fuerza de tormenta tropical en color naranja.

### México y Centroamérica
El giro centroamericano que más tarde engendró las tormentas tropicales Claudette y Dolores provocó lluvias torrenciales en partes de América Central y México. Las inundaciones comenzaron el 11 de junio y continuaron durante casi una semana. Las precipitaciones fueron particularmente intensas en Veracruz, Oaxaca y Puebla. Treinta y tres municipios de Veracruz vieron efectos significativos, y trece informaron daños; al menos 402 viviendas resultaron dañadas por inundaciones y deslizamientos de tierra en las áreas afectadas. Varios ríos desbordaron sus orillas, inundando las comunidades circundantes. El desbordamiento del río Pintores en Coatepec inundó 105 viviendas. Los sumideros ocurrieron en la ciudad de Veracruz, Cosamaloapan entre las comunidades Gloria de Coapa y Poblado Dos, y en Misantla. La Secretaría de Defensa Nacional (SEDNA) desplegó personal en Xalapa para ayudar en los esfuerzos de limpieza.
Ocho municipios de Puebla sufrieron daños mínimos por la tormenta, principalmente limitados a inundaciones menores y carreteras bloqueadas. Un deslizamiento de tierra en la Sierra Norte de Puebla aisló brevemente a las comunidades de San Agustín Altiuacan y Tlapehuala. El crecido río Balsas (conocido localmente como el río Atoyac) amenazó a varios puentes y sumergió algunas casas en el barrio de Reforma Sur. La Secretaría de Protección Civil y Gestión Integral de Riesgos entregó 24 colchonetas y 85 mantas a los pobladores afectados de esa comunidad. Una inundación localizada en la ciudad de Puebla afectó al Museo de la Música Mexicana, el Museo Casa del Títere y la Casa de la Música de Viena; el agua alcanzó una profundidad de 1,6 pies (0,5 m).
La influencia combinada de los sistemas de baja presión en el Golfo de México y frente a la costa del Pacífico de México condujo a lluvias prolongadas en Oaxaca y Chiapas. En Oaxaca, los ríos Chivaniza, Chapala, San Isidro y Malatengo rebasaron sus márgenes y afectaron a múltiples comunidades. El arroyo Nisa Lubaa inundó 15 comunidades en Ixtepec, afectando a más de 300 familias. Se abrieron dos refugios en la ciudad. Al menos diez comunidades zapotecas se vieron afectadas por el desbordamiento de arroyos y ríos y daños a la agricultura y la infraestructura. Los peores daños en Oaxaca se produjeron en las regiones de Sierra Sur y Costa, donde los deslizamientos de tierra hicieron intransitables las carreteras. Dos personas se ahogaron en Tuxtla Gutiérrez, Chiapas, luego de salir de su vehículo inundado y ser succionadas por una alcantarilla. 
Las inundaciones de las tierras bajas en la subdivisión Ciénaga 2000 de Progreso, Yucatán, provocaron la evacuación de 40 personas, algunas de las cuales tuvieron que ser rescatadas en bote. Se abrieron dos refugios en las escuelas para albergar a las personas desplazadas. El gobierno estatal proporcionó 500 paquetes de alimentos a los residentes afectados y cinco bombas de agua para eliminar el agua estancada. Se produjeron inundaciones en las calles de Teapa, Tabasco, y varias residencias requirieron asistencia. Una casa resultó dañada en Tacotalpa por un deslizamiento de tierra. Varios días de fuertes lluvias inundaron las calles de la Ciudad de México. Inundaciones menores en Quintana Roo interrumpió el tráfico, aunque los efectos generales fueron insignificantes.
En Guatemala, las fuertes lluvias exacerbaron los efectos de la temporada de lluvias anual. Una persona murió por un deslizamiento de tierra en el departamento de Guatemala, mientras que 55.100 personas se vieron afectadas en todo el país por las lluvias del 14 al 15 de junio.

### Estados Unidos

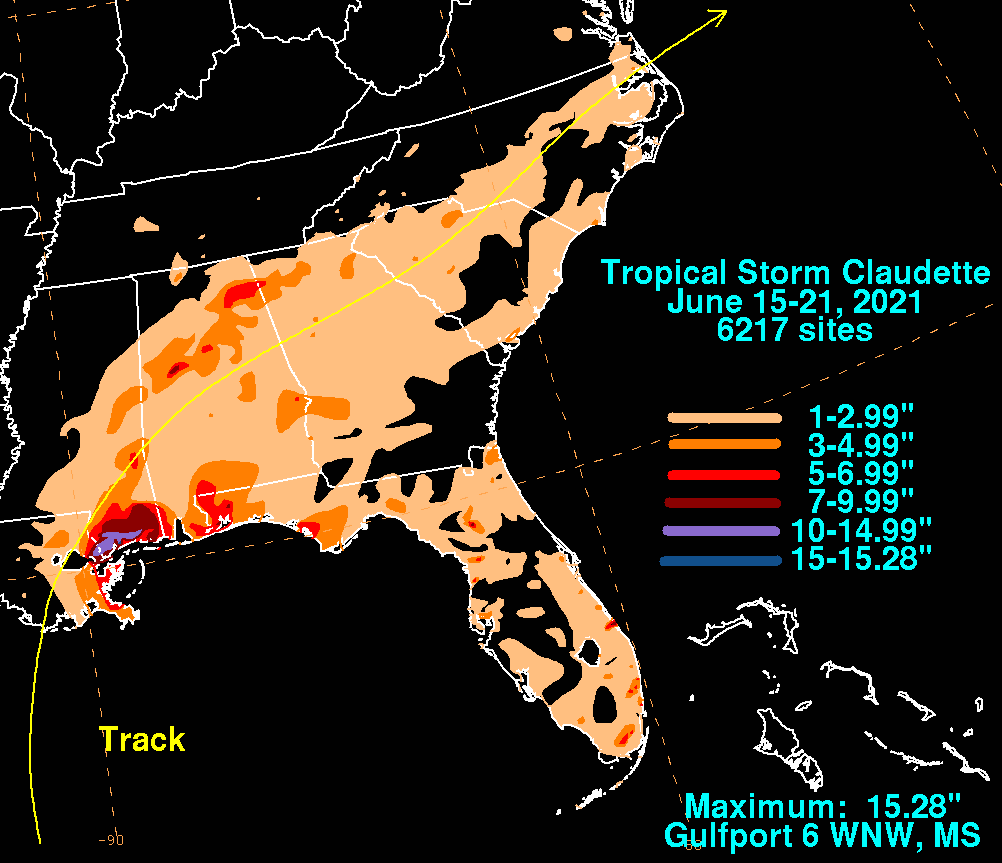
Mapa que muestras las acumulaciones de lluvia totales dejadas por Claudette a su paso por Estados Unidos en junio de 2021.

Claudette tocó tierra en Luisiana el 19 de junio, y el día antes del Día del Padre. Los vientos con fuerza de tormenta tropical impactaron partes de la costa norte del Golfo , con una estación meteorológica en la isla Petit Bois registrando vientos de 39 mph (63 km/h ) y ráfagas de hasta 46 mph (74 km/h). Además, se informaron varios tornados en Misisipi, Alabama, Florida y Georgia.
En Carnes, Misisipi, una carretera fue arrasada. Numerosas calles quedaron cubiertas por inundaciones en la comunidad de Brooklyn. También se confirmaron dos tornados EF0 en el estado. Las áreas de Misisipi habían recibido más de 11 pulgadas (280 mm) de lluvia, y el sureste de Luisiana acumuló más de 9 pulgadas (230 mm) en la tarde del 19 de junio. En este último estado, varias casas, calles y patios se habían inundado. El primero informó sobre inundaciones repentinas, así como en Alabama y el Panhandle de Florida.

#### Alabama

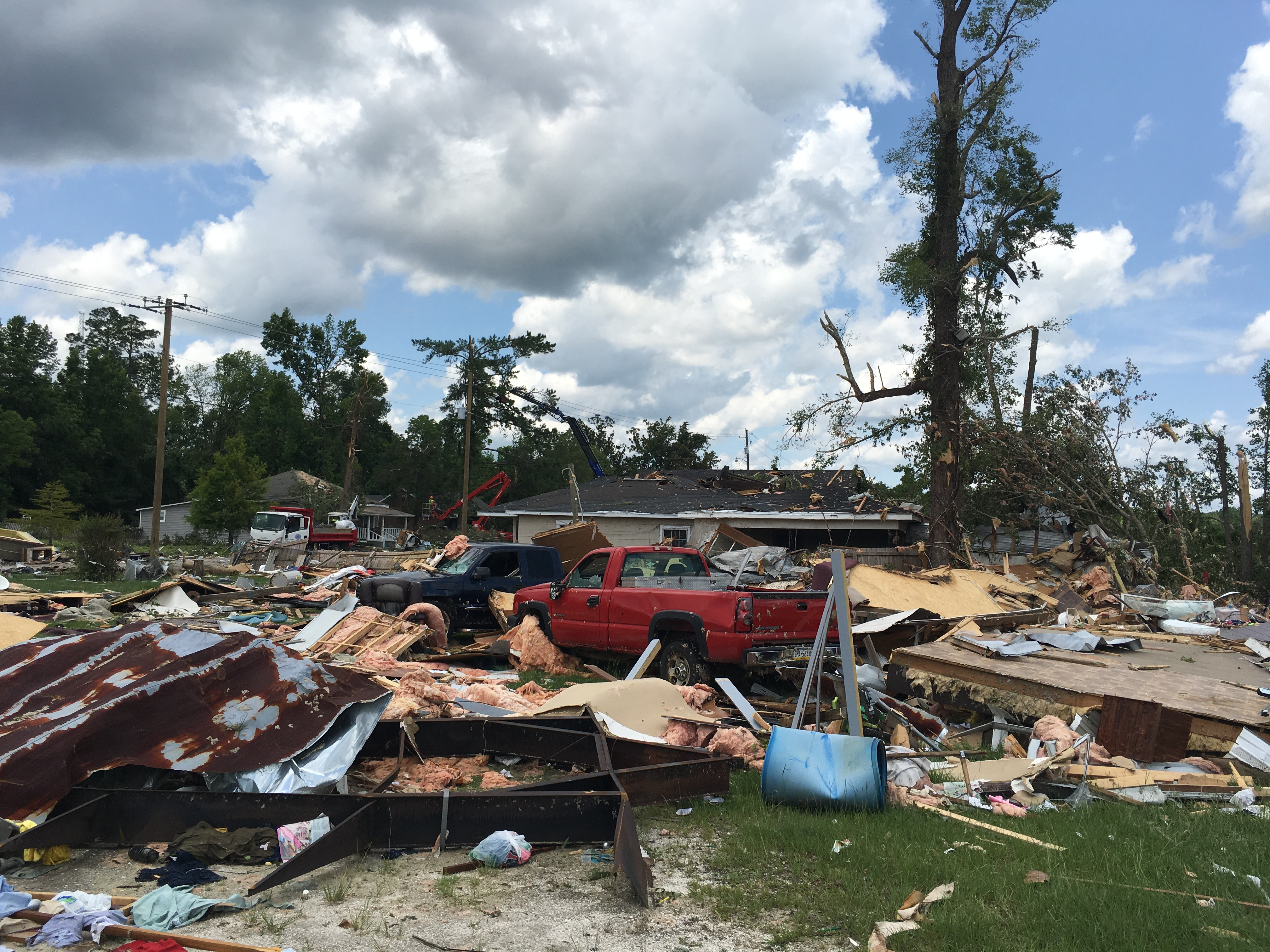
Daños severos causados por un tornado EF2 cerca de East Brewton, Alabama, el 19 de junio.

En Alabama, un tornado EF2 de larga trayectoria generado por Claudette destruyó docenas de casas e hirió al menos a tres en East Brewton. En Tuscaloosa, un hombre de 24 años y su hijo de 3 años murieron cuando fueron golpeados por un árbol que caía, mientras que un hombre de 31 años murió en Birmingham después de ser arrastrado por las inundaciones y una mujer de 23 años se ahogó después de conducir su automóvil hacia un arroyo crecido en el condado de DeKalb. Un accidente de 15 vehículos causado por el hidroplaneo en la I-65 mató a 10 personas, 9 de las cuales eran niños. Una camioneta involucrada en el accidente que transportaba niños al rancho de niñas del condado de Tallapoosa fue la fuente de 8 de las muertes de niños, todos entre las edades de 4 a 17 años. El único sobreviviente de la camioneta, que se incendió, fue la directora del rancho, quien fue recuperada de la camioneta por un transeúnte. La directora fue hospitalizada en estado grave pero estable. Se desplegaron equipos de búsqueda y rescate para buscar a los que se perdieron en las inundaciones repentinas, y las tripulaciones utilizaron botes en Pebble Creek para hacerlo. En total, 14 personas murieron en el estado de Alabama.